# Talpra Magyarok Közössége
A Talpra Magyarok! vagy Talpra Magyarok Közössége egy 2024. március 15-én, Magyar Péter által alapított mozgalom, amely a demokratikus értékek és szabadságjogok védelméért küzd. Vezetője Magyar Péter.

## Története
2024. március 15-én Magyar Péter az Andrássy úton, több tízezer ember előtt jelentette be, hogy új mozgalmat, pártot és az azt finanszírozó alapítványt hoznak létre. Céljuk saját elmondásuk szerint egy megkerülhetetlen alternatívát kínálni a "mesterségesen megosztott" társadalomnak.

## A mozgalom vezetői
| Talpra Magyarok! vezetői | Talpra Magyarok! vezetői | Talpra Magyarok! vezetői | Talpra Magyarok! vezetői | Talpra Magyarok! vezetői |
| Kép                      | Név                      | Hivatal kezdete          | Hivatal vége             | Forrás                   |
| ------------------------ | ------------------------ | ------------------------ | ------------------------ | ------------------------ |
|                          | dr. Magyar Péter         | 2024. március 15.        | hivatalban               | [ 2 ]                    |

## Támogatók

### Személyek
- Puzsér Róbert publicista[4][5]
- Nagy Ervin színművész[6]
- Márki-Zay Péter, a Mindenki Magyarországa Néppárt elnöke, Hódmezővásárhely polgármestere.[7]
- Bálint András színművész[8]
- Rost Andrea, operaénekes[9]
- Bródy János, énekes, zenész, dalszerző [10]
- Epres Attila színművész[11]
- Rusznák András színművész[12]
- Azahriah énekes, dalszerző[13]
- Csézy énekesnő[5]
- Thuróczy Szabolcs színművész[5]
- Jordán Tamás színművész, rendező, színigazgató[5]

### Pártok
- Mindenki Magyarországa Néppárt[7]
- Tisztelet és Szabadság Párt[14]